# Pteris hexagona
Pteris hexagona là một loài thực vật có mạch trong họ Pteridaceae. Loài này được (L.) Proctor miêu tả khoa học đầu tiên năm 1953.